# İsmayıllı (Kürdəmir)
İsmayıllı è un comune dell'Azerbaigian situato nel distretto di Kürdəmir.